# Homburger Landstraße
Die Homburger Landstraße ist die längste Straße in Frankfurt und war eine wichtige Ein- und Ausfallstraße aus Norden. Sie führt von den Stadtteilen Nordend nach Bad Homburg vor der Höhe und durchquert dabei die Stadtteile Eckenheim, Preungesheim, Frankfurter Berg, Bonames und Nieder-Eschbach. Ihre heutige Bedeutung hat mit dem Bau der A 661 und anderer Umgehungsstraßen etwas abgenommen, streckenweise ist sie für den Durchgangsverkehr gesperrt.

## Verlauf

### Friedberger Warte
Die Homburger Landstraße beginnt an der Friedberger Warte als nordwestlicher Abzweig der Friedberger Landstraße und bildet dort zunächst die Grenzlinie der Stadtteile Nordend-West und Preungesheim. Auf der östlichen Preungesheimer Seite entstanden 2004 bis 2008 etwa 800 neue Wohnungen auf dem Gelände der ehemaligen US-amerikanischen Wohnsiedlung Betts Area, als Teil der Walter-Kolb-Siedlung.
Auf der Westseite im Stadtteil Nordend-West befindet sich seit 2005 das Amerikanische Generalkonsulat. Das rote Kreuz auf dem Dach zeugt noch von der vorherigen Nutzung als Lazarett der US-amerikanischen Streitkräfte.

### Eckenheim/Preungesheim

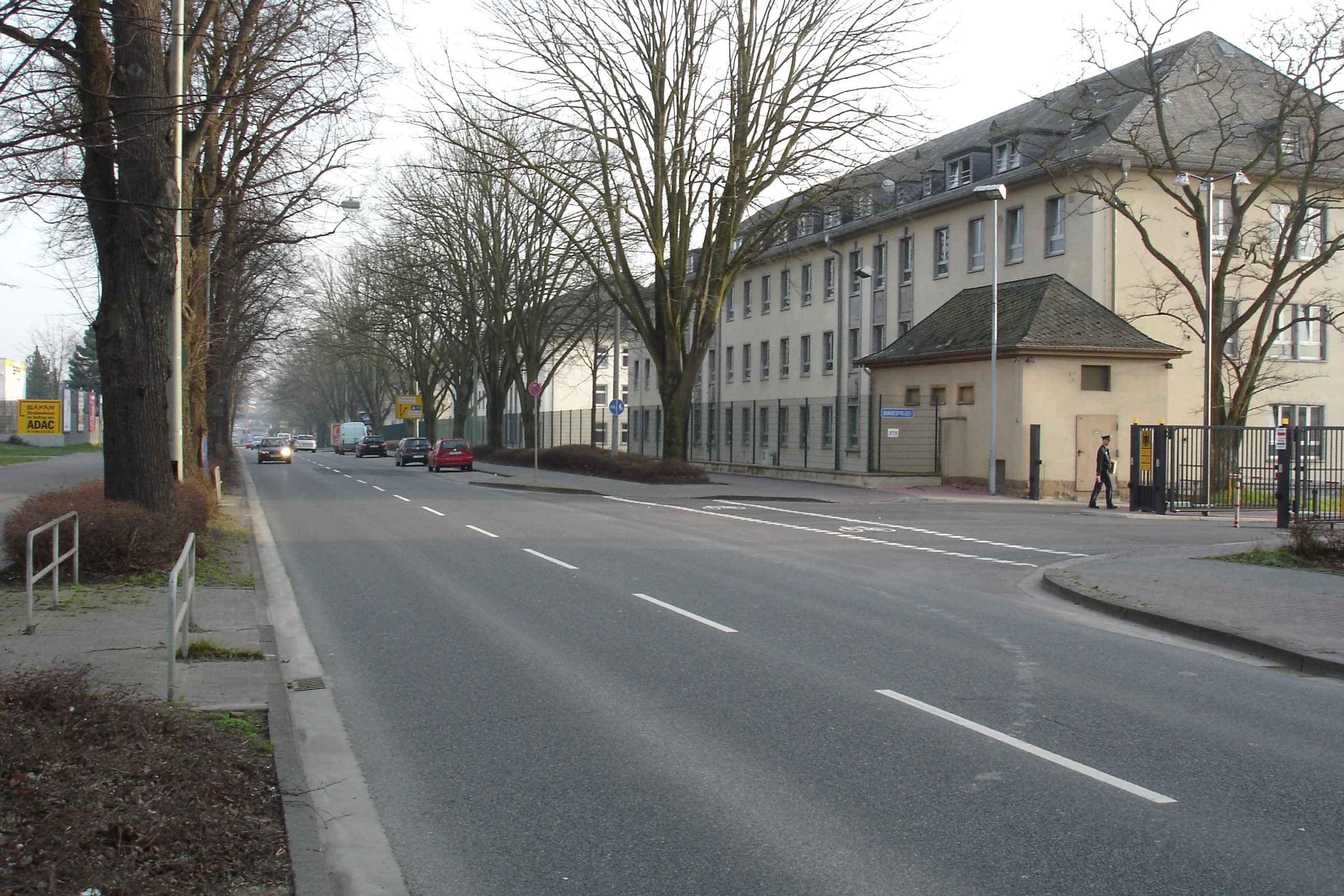
Bundespolizeikaserne

Nördlich der Kreuzung mit dem Marbachweg ist die Homburger Landstraße wieder Grenzstraße zweier baulich zusammengewachsener Stadtteile. Auf östlicher Seite Preungesheim und auf westlicher Seite Eckenheim; beide Orte wurden 1910 nach Frankfurt eingemeindet. Hier dominieren niedrige Reihenhäuser mit kleinen Vorgärten das Straßenbild. Es folgen die Gebäude der Justizvollzugsanstalten Frankfurt I und Frankfurt III, üblicherweise auch JVA Preungesheim genannt. Weiter nördlich wird die Bebauung dichter, die nun verengte Straße durchquert dort den alten Ortskern von Preungesheim. Die barocke evangelische Kreuzkirche geht auf einen Vorgängerbau aus dem 9. Jahrhundert zurück.
An der U-Bahn-Station Preungesheim mündet die wesentlich breitere westliche Parallelstraße Gießener Straße vorfahrtsberechtigt in die Homburger Landstraße ein. Die nun deutlich großzügiger ausgebaute Straße führt unter der Bundesautobahn 661 durch und quert wenig später den Autobahnzubringer Jean-Monnet-Straße. Auf östlicher Straßenseite liegen Supermärkte, während sich auf der westlichen Seite das Bundespolizeiamt Frankfurt befindet. Auf dem dortigen breiten Grünstreifen soll in den kommenden Jahren eine oberirdische U-Bahn-Trasse zur S-Bahn-Station Frankfurter Berg errichtet werden.

### Frankfurter Berg

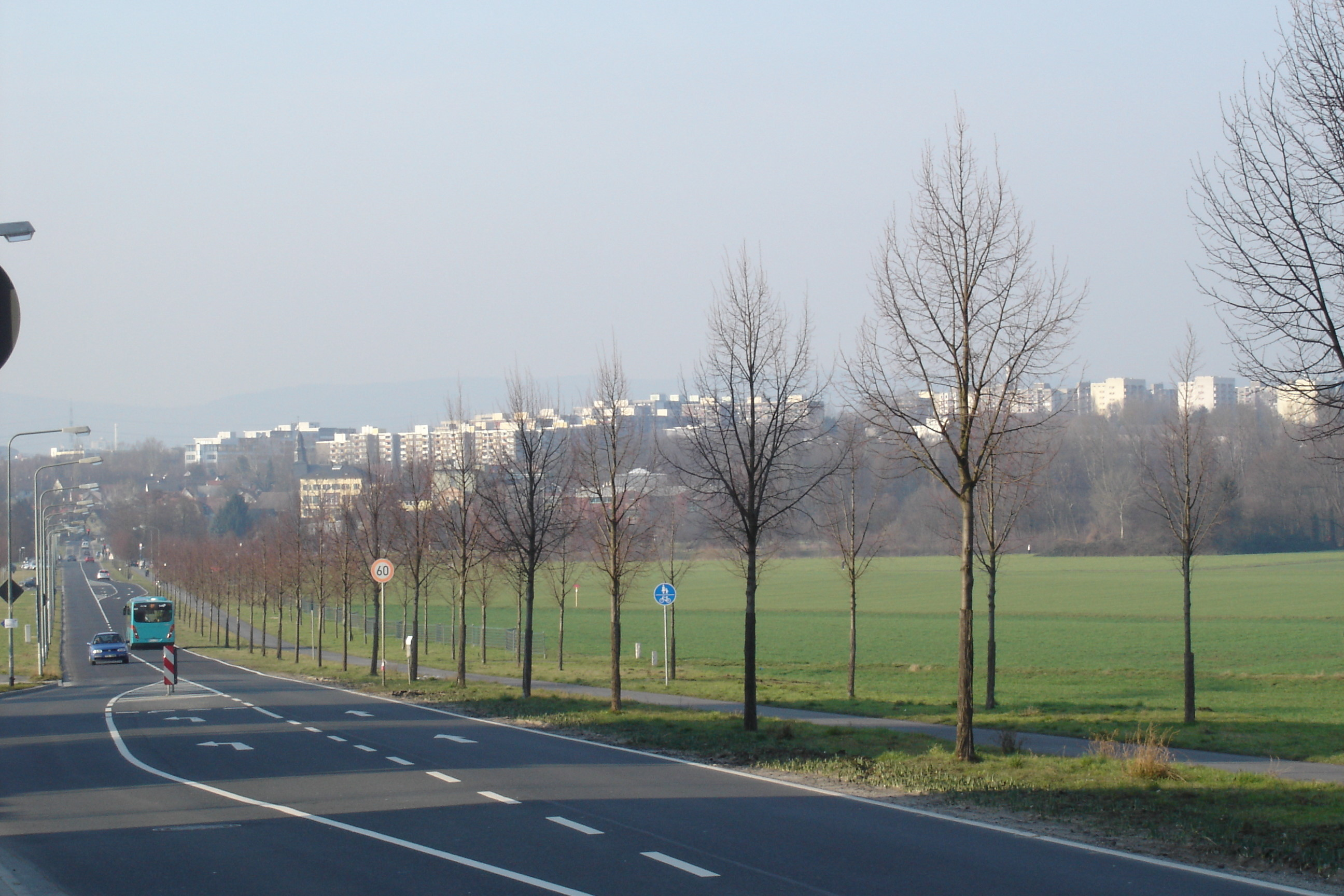
Blick vom Frankfurter Berg nach Bonames

Die Bebauung geht fließend in den Stadtteil Frankfurter Berg über. Die eigentliche Siedlung Frankfurter Berg aus den 1930er Jahren liegt auf der westlichen Straßenseite. Gegenüber liegen Wohnsiedlungen neuerer Bauart, die Siedlung Berkersheimer Weg. Weithin sichtbar sind die Punkthochhäuser an der Kreuzung Julius-Brecht-Straße, die bis zu 70 Meter hoch sind. An der Main-Weser-Bahn schwenkt die Straße kurz vor dem Bahnhof Frankfurter Berg, einer Haltestelle der S-Bahn-Linie S6 und künftige nördliche Endstation der U5, nach Osten aus und überquert in einer weiten Schleife das dreigleisige Gleisfeld des Bahnhofs. Die historische, gradlinig verlaufende Trasse ist an den Alleebäumen noch deutlich erkennbar, der ursprüngliche Bahnübergang heute aber aufgelassen. Für Fußgänger besteht an dieser Stelle eine Unterführung zu Bahnsteig eins des Bahnhofs Frankfurter Berg. Nördlich des Bahnhofs führt die Homburger Landstraße etwa einen Kilometer durch unbebautes Gebiet. Sie hat dort den Charakter einer Landstraße bewahrt. Ende der 90er Jahre wurde dieses Stück verbreitert und mit einer separierten Fuß- und Radweg-Allee auf beiden Seiten versehen und mit Kaiserlinden als doppelte Allee wieder hergestellt. Diese Kaiserlinden sind Ableger der Bäume, die in Berlin die Straße Unter den Linden säumen.
Im Rahmen des Ausbaus der Bahn- und S-Bahn-Strecke Frankfurt-Friedberg, wird auch im Laufe der Jahre 2020 bis 2022 die Brücke an der Homburger Landstraße über die Bahngleise durch einen Neubau ersetzt.

### Bonames

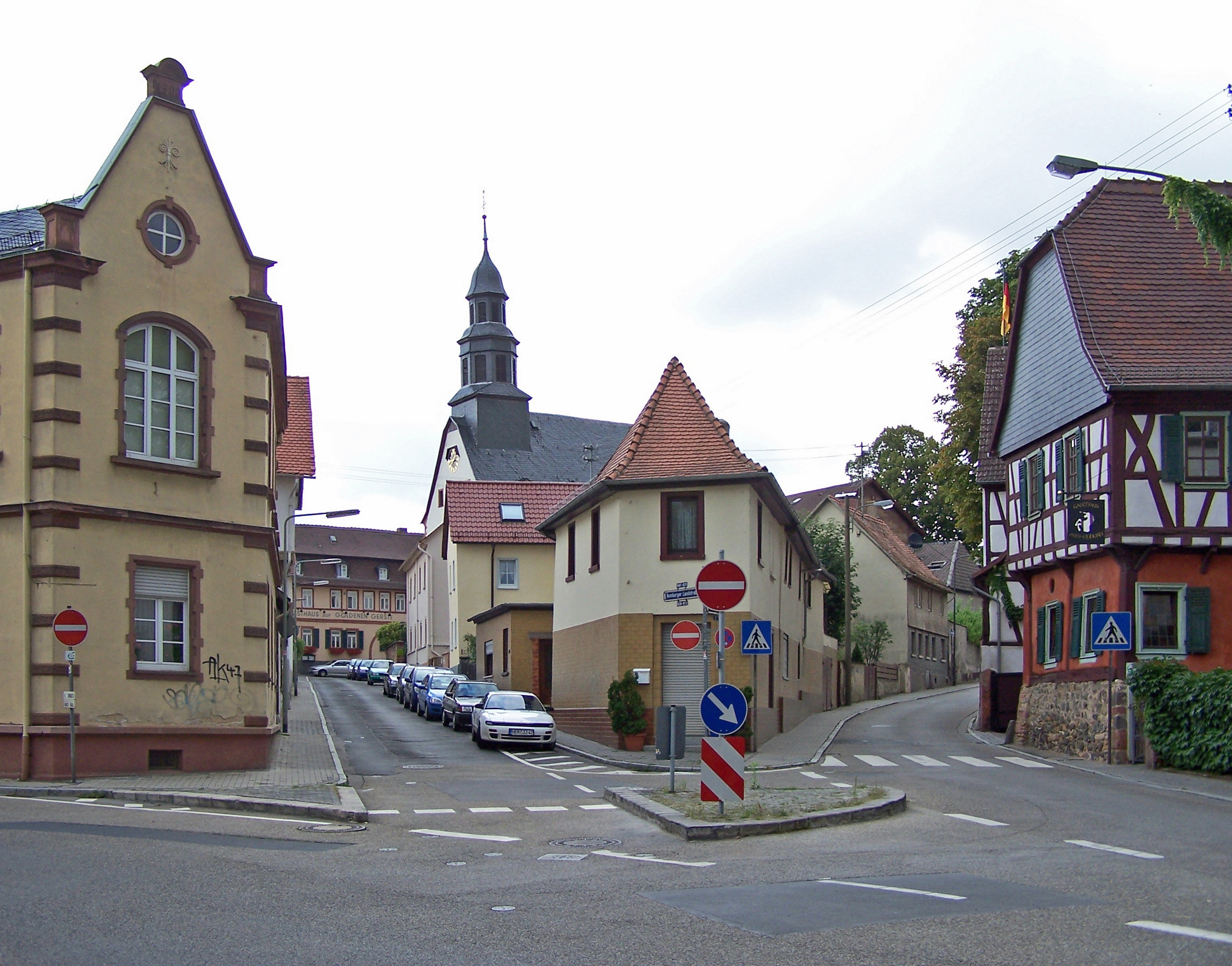
Als Einbahnstraße Nord-Süd (links) in Bonames

Nachdem die Homburger Landstraße die Nidda überquert und den Nordpark passiert hat, erreicht sie den Stadtteil Bonames, der seinen ländlichen Dorfcharakter weitgehend erhalten hat. Die Enge der Straße macht es hier nötig, den Verkehr in nördlicher Richtung durch die parallel verlaufende Straße Alt-Bonames zu leiten. Taunusausläufer lassen zudem die Straße stark ansteigen. An der U-Bahn-Station Bonames-Mitte überquert die Homburger Landstraße die schrankengesicherte Trasse der U2, einer ins U-Bahn-Netz übergegangenen ehemaligen Kleinbahnstrecke der FLAG.

### Nieder-Eschbach

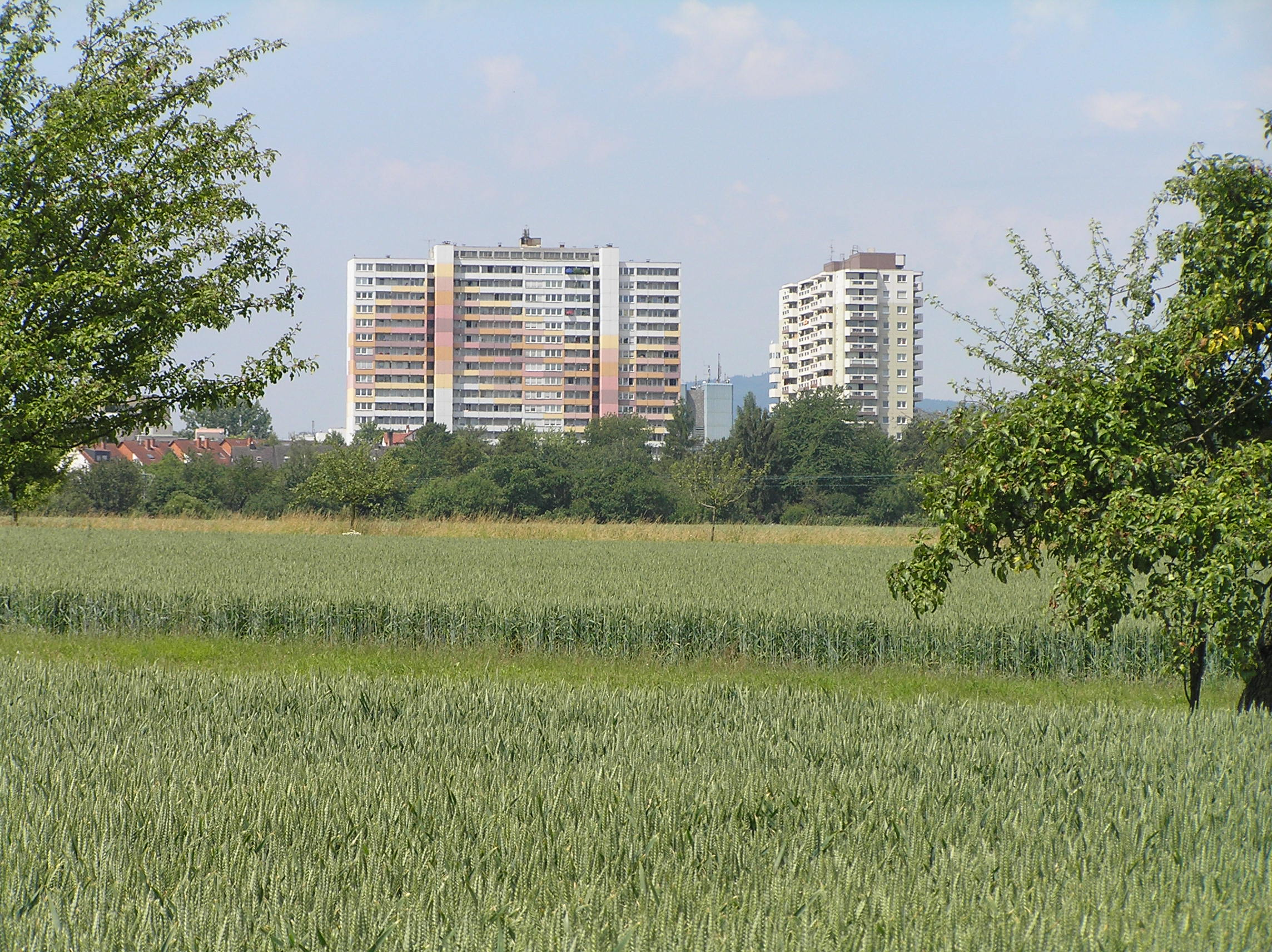
Wohnhochhäuser an der Homburger Landstraße in Nieder-Eschbach

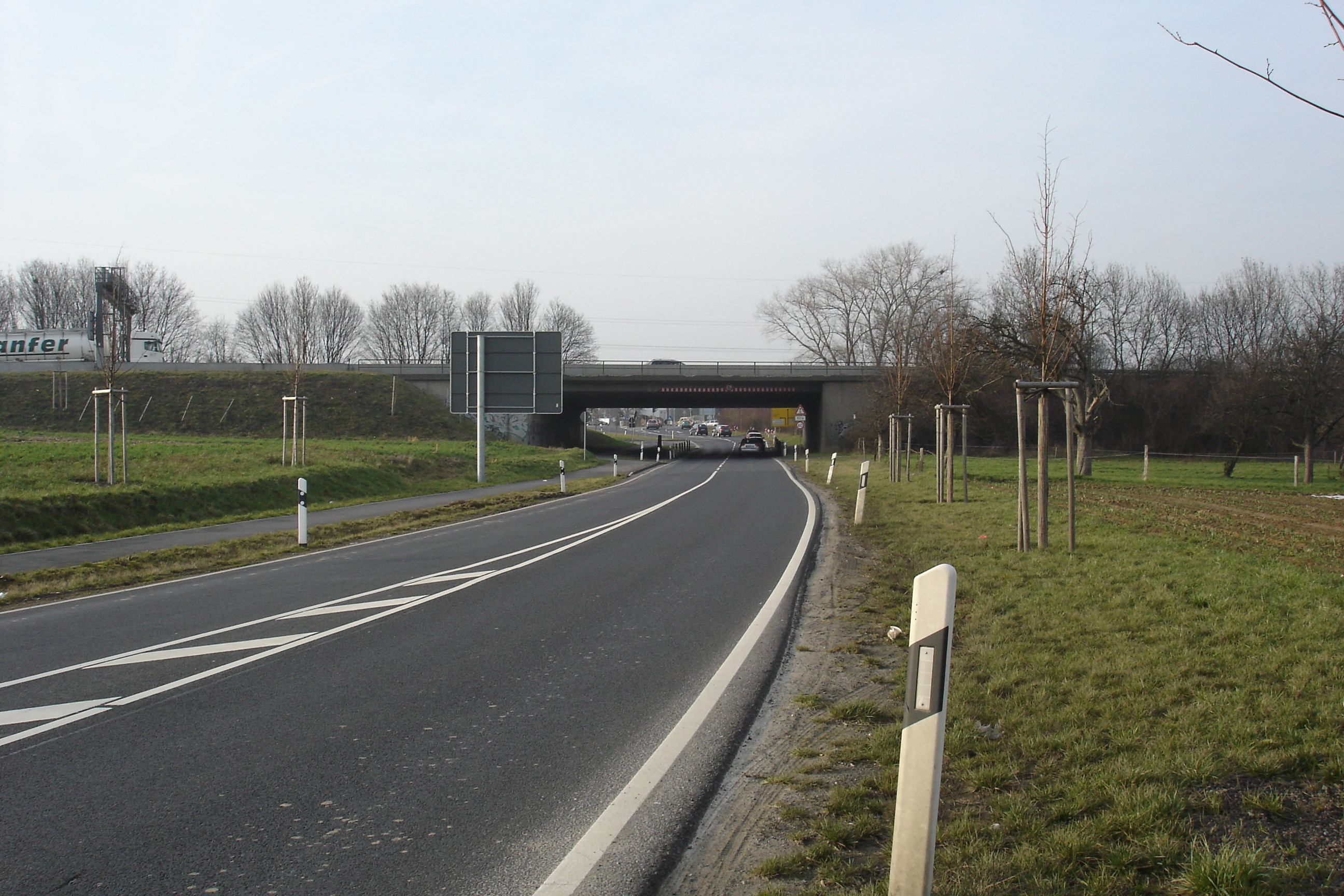
Ende der Straße an der Bundesautobahn 5

Der nördlichste Stadtteil an der Homburger Landstraße beginnt kurz hinter der U-Bahn-Station und ist zunächst durch die Siedlung Ben-Gurion-Ring geprägt. Kurz darauf folgt an der Querstraße Berner Straße ein Gewerbegebiet. Der nördliche Teil des Stadtteils wird von der Homburger Landstraße nur noch tangiert. Zum Ortskern zweigt die Deuil-La-Barre-Straße ab, die nach der französischen Partnerstadt Deuil-la-Barre benannt ist. Das letzte Gebäude an der Homburger Landstraße ist die Autobahn-Straßenmeisterei an der Bundesautobahn 5 mit der Hausnummer 955.
An der Frankfurter Stadtgrenze, nahe dem Bad Homburger Kreuz, endet die Straße und geht dann als Ober-Eschbacher Straße durch den Bad Homburger Stadtteil Ober-Eschbach weiter.